# Самара-Арена
«Самара Арена» або «Космос Арена» (рос. Самара Арена) — футбольний стадіон у Самарі, Росія, домашня арена ФК «Крила Рад» та ФК «Акрон». Одне з місць проведення матчів в рамках Чемпіонату світу з футболу 2018 року.
Спорудження стадіону розпочато у 2014 році в рамках підготовки до чемпіонату світу з футболу 2018 року. Завершення будівництва та відкриття планується на 2018 рік.